# Sacalia
Genre
Sacalia est un genre de tortues de la famille des Geoemydidae.

## Répartition
Les deux espèces de ce genre se rencontrent :
- en Chine dans les provinces du Anhui, du Fujian, du Guangdong, du Guangxi, du Guizhou, du Hainan, du Jiangxi et à Hong Kong ;
- au Laos ;
- au Viêt Nam.

## Liste des espèces
Selon TFTSG (17 juin 2011) :
- Sacalia bealei (Gray, 1831)
- Sacalia quadriocellata (Siebenrock, 1903)

## Publication originale
- Gray, 1870 : Supplement to the Catalogue of Shield Reptiles in the Collection of the British Museum. Part 1, Testudinata (Tortoises). London, Taylor and Francis, p. 1-120.